# Centrum Badawcze Technologii Jądrowej w Isfahanie
Centrum Badawcze Technologii Jądrowej w Isfahanie (pers. ‏مرکز بین‌المللی علوم و فنون هسته‌ای‎), dawniej Zakład Wzbogacania Uranu w Isfahanie – irański instytut badawczy związany z irańskim programem nuklearnym, położony w pobliżu Isfahanu.

## Wyposażenie
W skład obiektów nuklearnych obecnych w tym ośrodku wchodzą m.in:
- miniaturowy reaktor typu MNSR
- podkrytyczny reaktor lekkowodny typu LWSCR
- reaktor ciężkowodny typu HWZPR
- podkrytyczny reaktor grafitowy typu GSCR

## Historia
Centrum powstało przy wsparciu Francji w latach 70. XX wieku.
Ośrodek został uszkodzony podczas wojny izraelsko-irańskiej w wyniku izraelskiego nalotu 13 czerwca 2025 r. oraz amerykańskiego 22 czerwca 2025 r.